# پرویز فرخی
پرویز فرخی (زاده ۱۰ شهریور ۱۳۴۷ در بندر ترکمن) بازیکن سابق و مربی فعلی والیبال ساحلی اهل ایران است.
وی به همراه آق محمد سلاق توانست قهرمان قهرمانی والیبال ساحلی آسیا ۲۰۱۱ شود.وی در سال ۱۳۹۵ از بازی‌های ملی کناره‌گیری کرد و به جرگه مربیان پیوست.